# Astro's Playroom
Astro's Playroom es un videojuego de plataformas 3D desarrollado por SIE Japan Studio y publicado por Sony Interactive Entertainment para la PlayStation 5. El juego es una secuela de Astro Bot Rescue Mission.
Está pre-instalado en la consola y sirve además como demo técnica para la consola PlayStation 5 y el mando DualSense.
La revelación oficial del juego tuvo lugar el 11 de junio de 2020. Este fue lanzado el día 12 de noviembre de 2020 en algunos países, y para todo el mundo el día 19 de noviembre de 2020.
Tiene una secuela  Astro Bot, un videojuego de PS5 que salió el 6 de septiembre de 2024

## Jugabilidad
Astro's Playroom es un videojuego de plataformas 3D en el que el jugador controla Astro Bot utilizando el DualSense. Como en el juego anterior, es capaz de saltar, flotar, golpear enemigos y objetos así como hacer un ataque giratorio al cargar su golpe. La retroalimentación háptica del control es usada para proporcionar vibraciones táctiles realistas de acciones tales como caminar en diferentes tipos de materiales, andando a través de la lluvia y el viento, etcétera. El juego empieza en un hub llamado CPU Plaza la cual es el modelo del interior de la consola PlayStation 5 en donde podrás tener acceso a cuatro mundos, cada mundo está inspirado en los componentes más importantes de la consola: GPU Jungle, Cooling Springs, SSD Speedway y Memory Meadow. La CPU plaza también alberga otras dos áreas: Network Speed Run, en dónde los jugadores pueden competir en pruebas de contrarreloj en dónde es posible compartir tus récords en las tablas de calificación en línea. Y PlayStation Lab, el cual alberga todos los coleccionables que el jugador ha recogido.
Cada uno de los cuatro mundos están separados en cuatro niveles en donde están interconectados cada uno. Dos de estos niveles se envuelven en plataformas regulares, mientras que los otros dos se tratan de un traje con super poderes donde hace uso de las capacidades del control DualSense. Por ejemplo, un traje rana con un resorte en la parte inferior del traje, en donde el control tiene que estar inclinado horizontalmente para guiar a la rana, y el gatillo pulsado para comprimir el resorte, el cual ofrece la resistencia similar a cómo un resorte real lo haría, para que esto ocurra debe estar el adaptive trigger system prendido. Otro ejemplo es el traje de pelota en donde el jugador tiene que deslizar el dedo sobre el touchpad para guiar la pelota. Cada mundo contiene tres tipos de coleccionables: monedas, piezas de rompecabezas y artefactos. Las monedas pueden ser utilizadas en una máquina gacha en el mundo PlayStation Labo para aumentar la probabilidad de obtener collectable in-game figurines, así como más piezas de rompecabezas y artefactos. Las piezas de rompecabezas suelen rellenar una sección aleatoria del mural el cual adorna las paredes del PlayStation Labo. Finalmente, los artefactos son representaciones renderizadas 3D de objetos reales del mundo sobre la historia de la PlayStation, como consolas, controles y accesorios. Cuándo están recogidos, el jugador es capaz de examinarlos al mover el control Dualsense e interaccionar con ellos utilizando el touchpad o ultilizando el built-in microphone. Los artefactos están almacenados en la PlayStation Labo donde Astro Bot (y muchos otros robots) más tarde interactuarán con ellos, donde los tocaran o saltarán sobre ellos. Los mundos también contienen cantidades grandes de robots, en donde ellos realizan varias actividades, incluyendo actuar fuera de escenas de varios PlayStation exclusivos (o anteriores exclusivos) franquicias de juego como God of War y Resident Evil. Al final de cada mundo hay una área inspirada en el startup de secuencias anteriores de las cuatro consolas que ha sacado la PlayStation, dónde el jugador recibe un artefacto de la consola respectiva como recompensa por completar cada mundo.
Cuando hayas completado los cuatro mundos, un quinto mundo secreto se desbloquea, llamado 1994 Throwback, en donde Astro Bot pelea contra un jefe inspirado por el T-Rex tech demo del original PlayStation, primer disco demo. Una vez el T-Rex ha sido derrotado, los créditos aparecen y el jugador será premiado con artefactos de la era de la PlayStation 5, incluyendo el control DualSense y la misma consola PlayStation 5 en sí.

## Recepción
Astro's Playroom "recibió reseñas favorables" según las reseñas de Metacritic, recibiendo una puntuación de 83 basada en 59 revisiones de críticos.